# Харченко, Виктор Иванович
Ви́ктор Ива́нович Ха́рченко (8 августа 1935, Сталинград — 11 июня 2015, Санкт-Петербург) — советский и российский хозяйственный деятель, начальник Балтийского морского пароходства в 1982—1993 годах.

## Биография

### Ранние годы
Родился 8 августа 1935 года в Сталинграде в семье происходившего из донских казаков офицера-связиста Ивана Игнатьевича Харченко (1918—1987) и парикмахера Надежды Ефимовны Харченко (Небыковой, 1916—1986). В годы Великой Отечественной войны, пока родители были на фронте, воспитывался в детском доме в Берёзовском (Свердловская область). В 1944 году мать, демобилизовавшись по ранению, увезла сына в станицу Пролетарская. Отец после демобилизации в 1949 году работал заместителем начальника Северо-Кавказской железной дороги.

### Образование
В 1951 году, сбежав из дома после окончания семилетки, поступил на судоводительское отделение Ростовского мореходного училища имени Г. Я. Седова. После 3-го курса проходил практику в качестве матроса 2-го класса на пароходе «Мичуринск» Черноморского морского пароходства.
В 1954 году окончил училище с отличием, получив право поступать без экзаменов в высшее мореходное училище. Однако в Одесском высшем мореходном училище, куда направили В. Харченко, ему было отказано в зачислении из-за двухдневного опоздания. После этого ушёл в полугодовой рейс в Индию четвёртым помощником капитана на пароходе «Мичуринск» с грузом зерна на борту. Вернувшись из плавания, поступил в 1955 году в Ленинградское высшее инженерное морское училище имени адмирала С. О. Макарова по специальности «судовождение на морских путях».
В период учёбы в ЛВИМУ ежегодно проходил практику на судах Балтийского морского пароходства (БМП) в качестве 4-го, 3-го, 2-го и старшего помощника капитана. На 5-м курсе, в соответствии с наличием плавательного ценза, получил диплом капитана дальнего плавания.

### Судоводительская карьера
По окончании училища в 1960 году направлен в БМП. В возрасте 27 лет был назначен исполняющим обязанности капитана теплохода «Архангельск». В тот же период времени принимал участие в грузовых перевозках, проводившихся в рамках операции «Анадырь» в дни Карибского кризиса.
В 1966 году был назначен капитаном (теплоход «Клин»). В 1970 году утверждён по конкурсу капитаном нового флагманского судна — теплохода «Владимир Ильич». Харченко лично принимал теплохд на верфи в Веймаре, сам занимался подбором экипажа. Его экипаж первым в БМП внедрил «щёкинский метод» на производстве: экипаж судна был сокращён с 42 до 26 человек, а производительность труда при этом повышена. За 14 лет судоводительской карьеры совершил 11 кругосветных плаваний.

### Управленческая деятельность
В феврале 1973 года был назначен заместителем начальника БМП по кадрам и общим вопросам. На этой должности осуществил свою давнюю идею — создал на судах 23 сменных экипажа, что позволило морякам основных экипажей регулярно уходить в отпуска.
В апреле 1979 года был назначен советником посла В. И. Воротникова и заместителем торгового представителя СССР по транспорту в Республике Куба. Работая в Гаване, обеспечивал бесперебойные поставки народнохозяйственных грузов на остров в условиях экономической блокады, проводившейся США.
В феврале 1981 года зачислен инструктором отдела транспорта и связи ЦК КПСС в Москве.
В марте 1982 года назначен начальником Балтийского морского пароходства.
С 1991 года занимал пост президента Союза ассоциаций предприятий промышленности, строительства, науки, транспорта и связи Ленинграда, а с 1994 года — преобразованного из него Союза промышленников и предпринимателей Санкт-Петербурга. Являлся инициатором создания СПП СПб и занимал этот пост до 1996 года.
В начале 1990-х годов входил в совет директоров Балтийского и международного морского совета.
В мае 1992 года при активном участии В. И. Харченко в Петербурге была проведена встреча начальников судоходных компаний, расположенных на Балтике: Балтийского (В. И. Харченко), Латвийского (П. А. Авотиньш), Литовского (А. А. Анилёнис), Эстонского (Т. А. Ниннас), Беломорско-Онежского (О. С. Бачинский) и Северо-Западного речного (Е. В. Зубарев) пароходств. Результатом встречи стало создание Ассоциации балтийских судовладельцев (существовала до августа 2001 года). Председателем ассоциации был избран начальник БМП.
В начале 1993 года присвоена степень доктора транспорта Российской академии транспорта (тема доклада: «Работа судоходной компании в новых экономических условиях»).
25 февраля 1993 года арестован вместе с другими руководителями пароходства по подозрению в растрате валютных средств, но через четыре месяца был выпущен из следственного изолятора Управления Министерства безопасности РФ под подписку о невыезде. Дела на Харченко и его подчинённых окончательно закрыты в октябре 1998 года в связи с отсутствием состава преступления.

### Предпринимательская деятельность
В 1994 году уволился из БМП в связи с переходом на работу в Союз промышленников и предпринимателей Санкт-Петербурга, президентом которого стал (1992—1996). Со второй половины 1990-х годов занимал различные должности в общественных организациях и объединениях промышленников и предпринимателей, был президентом судоходной компании «Санкт-Петербург».
В 1996—1998 годах — вице-президент Фонда медико-фармацевтических программ «ВАМ».
В 1998—2008 годах — заместитель генерального директора по развитию предприятия ЗАО «Парнас-М».
С 1998 года являлся президентом Маркетинг-клуба Санкт-Петербурга.
После прекращения деятельности БМП всю свою дальнейшую жизнь посвятил возрождению петербургского пароходства. Был озабочен тем обстоятельством, что большинство грузов завозилось в Петербург судами не под российским флагом. Понимая, что развитие страны, как морской державы, напрямую связано с необходимостью укрепления собственного флота, 5 ноября 2002 года занял пост Генерального директора ООО «Холдинговая компания Балтийское морское пароходство», которое было учреждено после встречи с Президентом Российской Федерации В. В. Путиным. Главной целью компании было поставлено возрождение торгового флота на Балтике. До последних дней жизни активно пытался найти пути реализации этого длительного и дорогостоящего проекта.

## Во главе Балтийского морского пароходства
Став начальником БМП, руководил завершающей фазой строительства Ленинградского морского вокзала, открытого 30 декабря 1982 года.
При руководстве В. И. Харченко в Балтийском морском пароходстве большое внимание было уделено организации сети грузо-пассажирских линий. Торговые суда начали ходить по расписанию не только в Европу, Америку, но и в Австралию и Новую Зеландию. Количество судов в к началу 1990-х годов достигло 180, а сотрудников — 46 тыс. человек. В 1991 году правительство страны разрешило пароходству в порядке эксперимента перейти на аренду с правом выкупа имущества. Тогда валютная выручка пароходства составила $591 млн и была сопоставима с бюджетом Санкт-Петербурга. За короткий период после этого было построено более десятка судов-двадцатитысячников. Приобретены за $11 млн пассажирский лайнер «Ильич», за $105 млн — «Анна Каренина». Пароходством строились больницы, дома отдыха, морской медицинский центр был оборудован первым в городе диагностическим томографом, приобретена гостиница в Пальма-де-Мальорке.
После ареста в 1993 году отстранён от руководства. К 1998 году пароходство пришло в упадок, потеряв практически всё имущество.

## Общественная и политическая деятельность
Избирался членом бюро Кировского райкома партии Ленинграда, делегатом XXVII (1986) и XXVIII (1990) съездов КПСС, XIX партийной конференции (1988). Был депутатом Ленсовета трёх созывов.
В 1989 году баллотировался кандидатом в народные депутаты СССР от территориального округа № 51 Кировского района Ленинграда, но проиграл выборы с незначительным отрывом военному пенсионеру Александру Щелканову.
В 1994 году на выборах в Законодательное собрание Петербурга создал объединение «Деловой Петербург», которое выставило кандидатов во всех 50 округах, однако ни один из них в ЗАКС не прошёл.
В 1995 году входил в состав Санкт-Петербургского регионального списка кандидатов в депутаты Государственной думы от избирательного блока «Профсоюзы и промышленники России — Союз труда».
Умер 11 июня 2015 года на 80-м году жизни. 16 июня после отпевания в Никольском морском соборе похоронен на Серафимовском кладбище.

### Семья
Женат четыре раза. Двое сыновей (род. 2010 и 2011). Сын от первого брака Вадим Харченко (род. 1958) — капитан дальнего плавания, предприниматель.

## Награды и звания
Награждён орденами Октябрьской Революции (15.04.1985), Трудового Красного Знамени, Дружбы народов, «Знак Почёта», медалями СССР, а также двумя орденами Кубы, орденом Новой Зеландии, почётным знаком Российского союза промышленников и предпринимателей. Почётный работник морского флота СССР. Доктор транспорта (1993), академик Российской академии транспорта.